# プラヤ・デル・カルメン
プラヤ・デル・カルメン (Playa del Carmen) は、メキシコのキンタナ・ロー州に属する、カリブ海に面した街である。メキシコ東部の旅行者に人気のある場所である。

## 旅行業

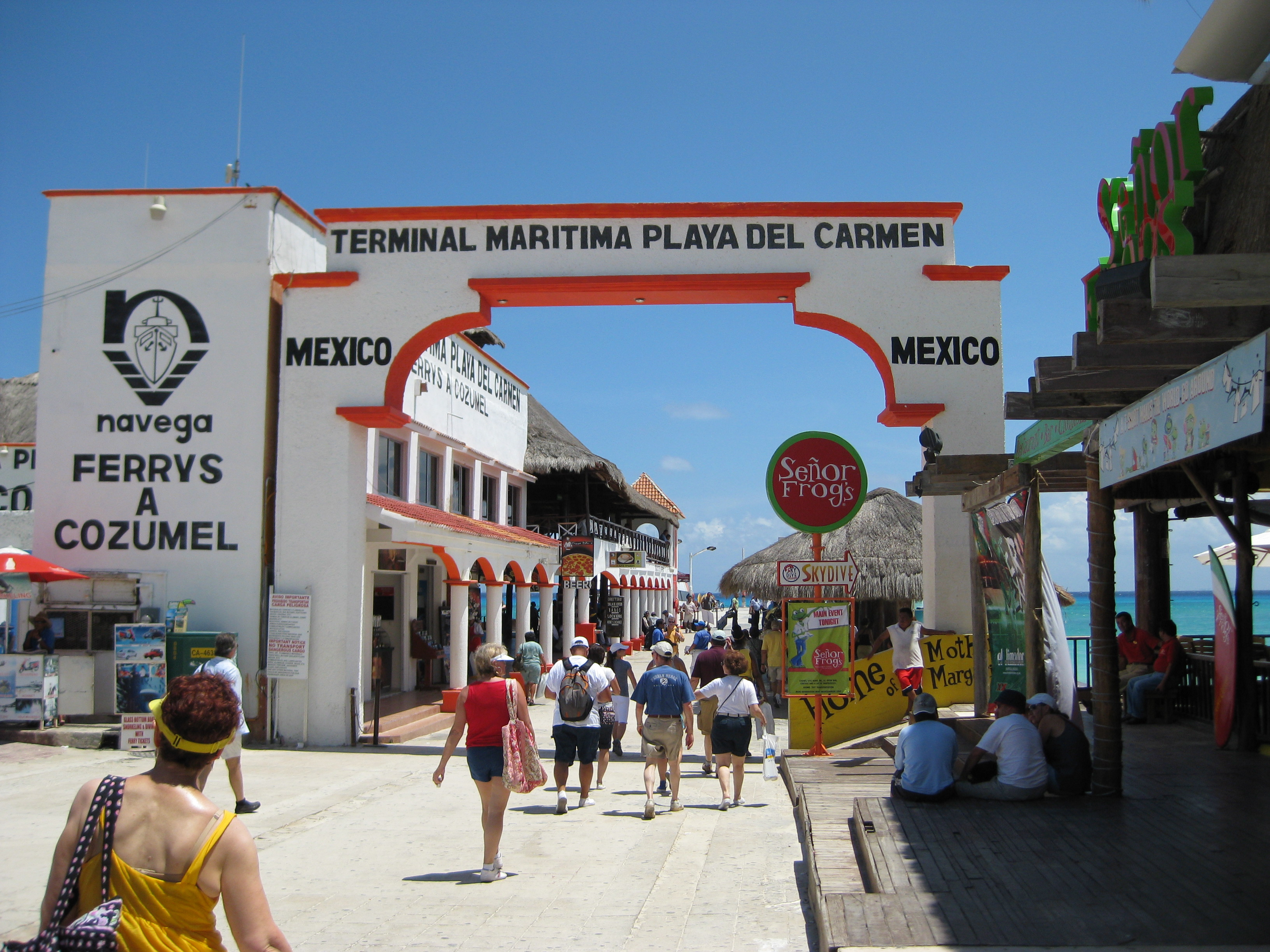
プラヤ・デル・カルメンのフェリー乗り場に入る旅行者たち

始めは小さな漁村だったが、プラヤ・デル・カルメンへの観光業により、コスメル島へのフェリーサービスが始まった。コズメル島は、コズメル海峡を挟んだところにある島で、スキューバダイビングで世界的に有名なスポットである。

## 治安の状況
2018年2月21日、コスメル島との間を結ぶ観光フェリー内で、アメリカ人観光客らが負傷する爆発事件。さらに翌月1日、同フェリー内で爆発物が発見されたため、アメリカ合衆国や日本は、自国民に対して注意喚起を発出している。

## 参考資料
1. ↑  2010 census tables: INEGI Archived 2013年5月2日, at the Wayback Machine.
2. ↑  “メキシコ：プラヤ・デル・カルメン－コスメル間の観光フェリーでの爆発装置発見に伴う注意喚起”.   日本国外務省 (2018年3月2日). 2018年3月2日閲覧。